# Anolis nasofrontalis
Anolis nasofrontalis (носатий аноліс) — вид ігуаноподібних ящірок родини анолісових (Dactyloidae). Ендемік Бразилії.

## Поширення і екологія
Носаті аноліси відомі з типової місцевості, розташованої в муніципалітеті Санта-Тереза в штаті Еспіриту-Санту. Вони живуть в широколистяних атлантичних лісах, на висоті від 700 до 750 м над рівнем моря.

## Збереження
МСОП класифікує цей вид як такий, що перебуває під загрозою зникнення. Anolis nasofrontalis загрожує знищення природного середовища.